# Zaorze (gmina Czerwin)
Zaorze – wieś sołecka w Polsce położona w województwie mazowieckim, w powiecie ostrołęckim, w gminie Czerwin.
Wierni Kościoła rzymskokatolickiego należą do parafii Trójcy Przenajświętszej w Czerwinie.

## Historia
Wieś szlachecka położona była w drugiej połowie XVI wieku w powiecie ostrołęckim ziemi łomżyńskiej. W latach 1921–1939 wieś leżała w województwie białostockim, w powiecie ostrołęckim, w gminie Czerwin.
Według Powszechnego Spisu Ludności z 1921 roku wieś zamieszkiwało 58 osób w 11 budynkach mieszkalnych. Miejscowość należała do parafii rzymskokatolickiej w m. Czerwin. Podlegała pod Sąd Grodzki w Ostrołęce i Okręgowy w Łomży; właściwy urząd pocztowy mieścił się w m. Czerwin.
W wyniku agresji niemieckiej we wrześniu 1939 wieś znalazła się pod okupacją niemiecką. Od 1939 do wyzwolenia w 1945 włączona w skład Generalnego Gubernatorstwa.
W latach 1975–1998 miejscowość administracyjnie należała do województwa ostrołęckiego.